# 潘庆江
潘庆江（？—），男，中华人民共和国外交官，现任中华人民共和国驻约翰内斯堡总领事。

## 生平
潘庆江曾任驻卡拉奇总领事馆副总领事、驻赞比亚大使馆政务参赞和驻旧金山总领事馆副总领事。2023年11月，出任中华人民共和国驻约翰内斯堡总领事。